# Herzogtum Kurland und Semgallen (1918)
Das Herzogtum Kurland und Semgallen (lettisch Kurzemes un Zemgales hercogiste) war der erfolglose Versuch, einen Satellitenstaat des Deutschen Reiches zum Ende des Ersten Weltkrieges im Baltikum zu errichten. Es wurde am 8. März 1918 im von deutschen Truppen besetzten russischen Gouvernement Kurland durch einen Landesrat ausgerufen, der sich aus Deutsch-Balten zusammensetzte und die Krone des einst autonomen Herzogtums Kaiser Wilhelm II. anbot, trotz der Existenz einer ehemaligen Herrscherfamilie des Herzogtums, der Nachfahren von Ernst Johann von Biron. Obwohl der Reichstag das Selbstbestimmungsrecht der baltischen Völker unterstützte, setzte das deutsche Oberkommando die Angliederungspolitik des Baltikums an das Reich unter Berufung auf die Deutschbalten fort.
Im Oktober 1918 schlug Reichskanzler Max von Baden vor, die Militärverwaltung im Baltikum durch eine zivile Autorität zu ersetzen. Nach der Novemberrevolution von 1918 verkündete Lettland seine Unabhängigkeit und am 7. Dezember übergab die deutsche Militärbehörde die Verwaltung an die lettische Regierung unter Kārlis Ulmanis.

## Hintergrund

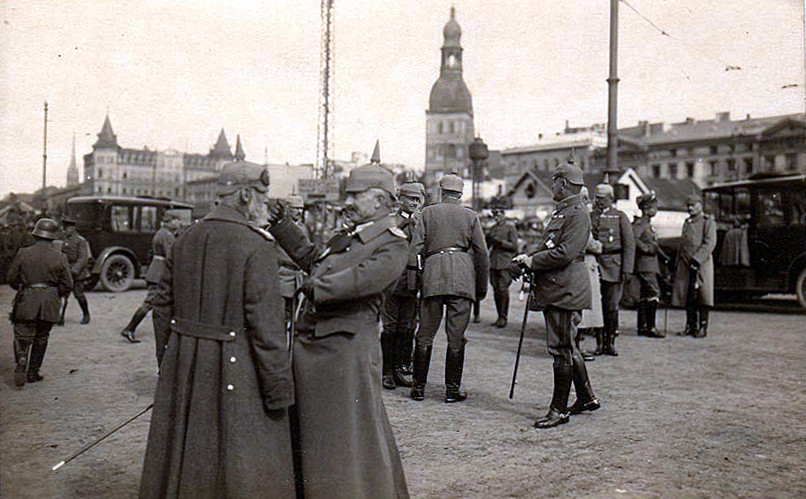
Kaiser Wilhelm II. in Riga im September 1917

Armeen während des Lettischen Unabhängigkeitskrieges in Lettland 1918:
Deutsche Armee
Estnische Armee

Während des Ersten Weltkrieges besetzten deutsche Soldaten im Herbst 1915 das russische Gouvernement Kurland. Die Ostfront erstreckte sich daraufhin entlang der Linie von Riga über Daugavpils nach Baranawitschy.
Der lettische Nationale Rat wurde am 16. November 1917 gegründet. Am 30. November rief der lettische Nationale Rat eine autonome Provinz innerhalb der lettischen ethnographischen Grenzen aus und eine formale, unabhängige lettischen Republik wurde am 15. Januar 1918 ausgerufen.
Nach der Russischen Revolution begannen deutsche Truppen von Kurland aus mit dem Vormarsch und bis Ende Februar 1918 wurden die russischen Gouvernements Livland und Estland, die zuvor ihre Unabhängigkeit erklärt hatten, ebenfalls besetzt und fielen unter deutsche Militärverwaltung. Mit dem Friedensvertrag von Brest-Litowsk vom 3. März 1918 akzeptierte die Russische Sozialistische Föderative Sowjetrepublik den Verlust von Kurland und durch die Vereinbarungen von Berlin am 27. August 1918 wurden Livland und Estland von Russland abgetreten.
Als parallele politische Bewegung unter der deutschen Militärverwaltung begannen die Deutschbalten zwischen September 1917 und März 1918 mit der Bildung von Provinzräten. Das Herzogtum Kurland und Semgallen wurde am 8. März 1918 durch den von Deutschbalten gebildeten Landesrat ausgerufen und die Krone des Herzogtums wurde dem deutschen Kaiser Wilhelm II. angeboten.
Im Oktober 1918 schlug Reichskanzler Max von Baden vor, die Militärverwaltung im Baltikum durch eine zivile Autorität zu ersetzen. Die neue Politik wurde in einem Telegramm des Auswärtigen Amtes an die Militärverwaltung im Baltikum bekanntgegeben: Die Reichsregierung ist sich einig in Bezug auf den grundlegenden Wandel in unserer Politik gegenüber den baltischen Ländern, nämlich in erster Linie Politik mit den baltischen Völkern zu machen.
Am 18. November 1918 rief Lettland seine Unabhängigkeit aus und am 7. Dezember übergab die deutsche Militärbehörde die Verwaltung an die lettische Regierung unter Kārlis Ulmanis.

## Anerkennung
Kaiser Wilhelm erkannte die Gründung des Herzogtums Kurland und Semgallen als deutschen Vasallen an, indem er am 8. März 1918 an den Kurischen Landesrat folgendes schrieb:
Wir Wilhelm, von Gottes Gnaden Deutscher Kaiser, König von Preußen etc. beauftragen hiermit Unseren Reichskanzler, den Grafen von Hertling, dem Kurländischen Landesrat zu erklären, daß Wir auf den Uns durch seine Vertreter übermittelten Wunsch und auf den Bericht Unseres Reichskanzlers im Namen des Deutschen Reiches das Herzogtum Kurland als freies und selbständiges Staatswesen anerkennen und bereit sind, im Namen des Deutschen Reiches diejenigen Staatsverträge mit Kurland abzuschließen, die eine enge wirtschaftliche und militärische Verbindung beider Länder gewährleisten. Gleichzeitig beauftragen Wir Unseren Reichskanzler, den Abschluß dieser Verträge vorzubereiten. Urkundlich haben Wir diesen Auftrag Allerhöchst Selbst vollzogen und mit Unserem Kaiserlichen Insiegel versehen lassen.
Gegeben zu Berlin, den 15. März 1918
Wilhelm
Graf von Hertling.

## Auflösung
Das Herzogtum Kurland und Semgallen wurde am 22. September 1918 durch das Vereinigte Baltische Herzogtum abgelöst. Keiner dieser beiden Staaten wurde jedoch von einem anderen Land anerkannt.
Das Vereinigte Baltische Herzogtum wurde durch den deutschen Kaiser Wilhelm II. am 22. September 1918 nominell als souveräner Staat anerkannt, ein halbes Jahr nachdem Sowjetrussland formell alle Ansprüche auf die ehemaligen baltischen Provinzen an das Deutsche Reich im Friedensvertrag von Brest-Litowsk abgetreten hatte. Nach dem Ersten Weltkrieg wurde Kurland am 18. November 1918 Teil des neu gebildeten Lettland.

## Ähnliche Staatsgebilde
Gegen Ende des Ersten Weltkrieges gründete das Deutsche Reich auf dem Gebiet des ehemaligen Russischen Kaiserreiches mehrere Marionettenregierungen. Diese Staaten waren jedoch weder voll unabhängig noch souverän.
- Königreich Finnland
- Königreich Litauen
- Regentschaftskönigreich Polen
- Vereinigtes Baltisches Herzogtum
- Ukrainischer Staat
- Weißrussische Volksrepublik

Durch das rasche Kriegsende gingen diese Staatsbildungsvorhaben, genauso wie beim Herzogtum Kurland und Semgallen, nie über die Planungsphase hinaus.